# Золотой стандарт
Золото́й станда́рт — денежная система, в которой основной единицей расчётов является некоторое стандартизированное количество золота.

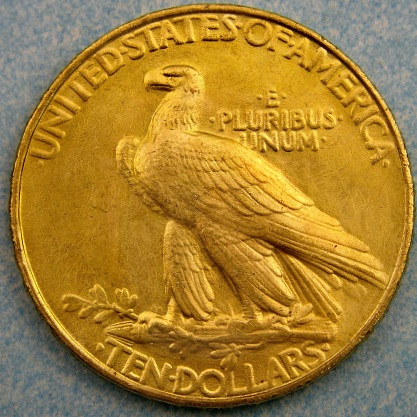
Десятидолларовая золотая монета США 1907 года

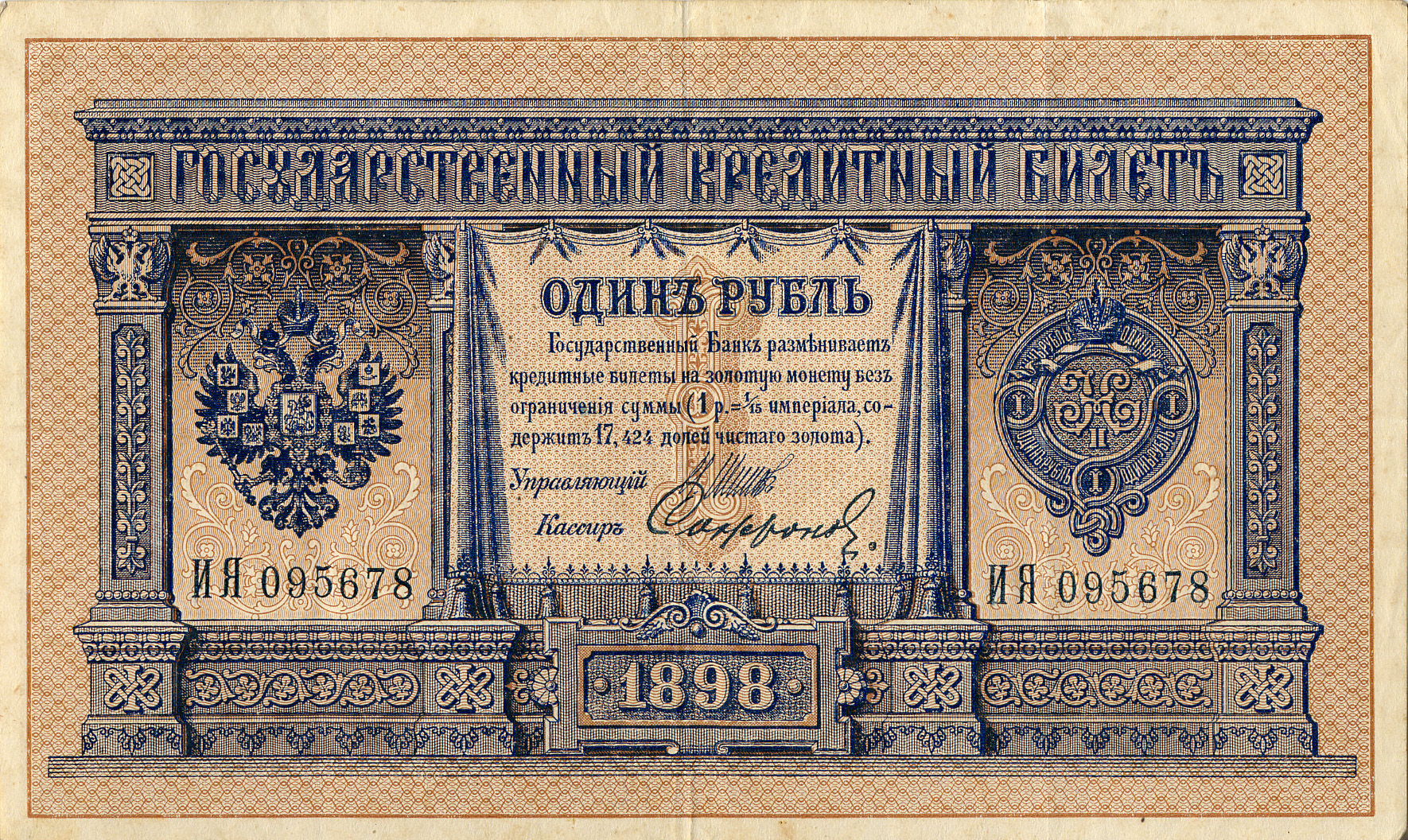
Бумажный рубль 1898 года (после реформы Витте). На нём написано, что кредитные билеты размениваются на золотую монету без ограничения суммы

В экономике, построенной на основе золотого стандарта, гарантируется, что каждая выпущенная денежная единица может по первому требованию обмениваться на соответствующее количество золота. При расчётах между государствами, использующими золотой стандарт, устанавливают фиксированный обменный курс валют на основе соотношения этих валют к единице массы золота.
Сторонники золотого стандарта отмечают, что его использование делает экономику более стабильной, менее подверженной инфляции, поскольку при золотом стандарте правительство не может печатать деньги, не обеспеченные золотом, по своему усмотрению. Однако дефицит платёжных средств может вызвать спад в производстве из-за кризиса ликвидности.
В большинстве стран золотомонетный стандарт был отменен после начала Первой мировой войны. Затем он был частично восстановлен как золотослитковый стандарт (обмен кредитных денег на слитки золота) и как золотодевизный стандарт (обмен кредитных денег на валюты стран золотослиткового стандарта). Золотомонетный стандарт в этот период сохранялся лишь в США. Однако и эти формы золотого стандарта оказались недолговечными. В результате Великой депрессии в США в 1933 году размен банкнот на золотые монеты прекратился, а окончательный крах последней из форм золотого стандарта, Бреттон-Вудской системы, произошёл в 1971—73 годах, когда правительство США в одностороннем порядке отказалось обменивать доллары на золото по требованиям центральных банков других стран.

## История

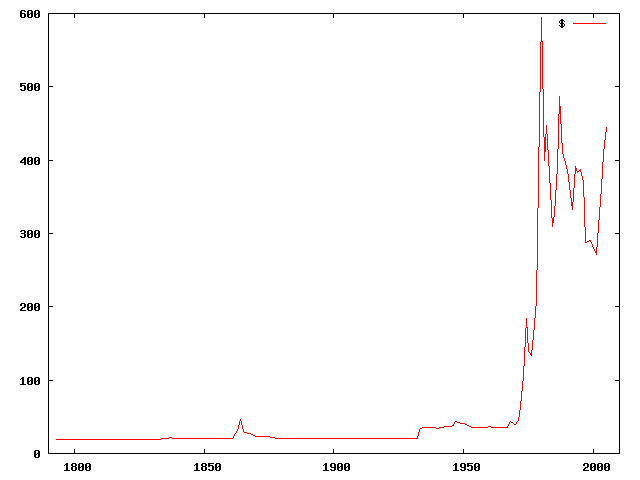
Цены на золото во время и после золотого стандарта (до 2005 года) в долларах США за тройскую унцию (31,1 г)

Многие ранние денежные системы (например, древнеримская и китайская) базировались на бронзе. К VIII веку в Центральной Европе утвердился серебряный стандарт, который просуществовал до XIV века. Начиная с XV века в Европе начал распространяться биметаллизм.
С увеличением объёма торговых операций в качестве средства платежа всё чаще стали применять золото. Начиная с XV века установился биметаллизм с фиксированным обменом серебра на золото. Из-за постепенного изменения стоимости металлов обменный курс приходилось пересматривать. Однако отказаться от биметаллизма мешала необходимость иметь серебряную мелкую разменную монету. Устранить это препятствие удалось лишь в XIX веке с переходом на бумажные деньги и монеты из недрагоценных металлов.
Основные причины выбора именно золота в качестве стандартной денежной единицы:
- высокая стоимость небольшого объёма и веса,
- долговечность, неизменяемость при хранении,
- делимость и объединяемость,
- возможность идентификации по многим признакам (по цвету, весу, степени ковкости, акустическим свойствам) [источник не указан 1630 дней]

Это способствовало тому, что уже в античных государствах именно золото использовалось в качестве денег.
Постепенно от непосредственного использования золота стали отказываться. Основные причины этого:
- невозможность быстрой дополнительной эмиссии в соответствии с потребностями денежного обращения (при росте товарооборота для его обслуживания растёт и потребность в денежной массе),
- транспортировка золота является технически трудной и дорогой задачей (требуется сигнализация и надлежащая охрана, при большом количестве нужна высокая грузоподъёмность),
- потеря золотых монет приводила к нарушению баланса денежного обращения и для его восстановления требовалось новое аналогичное количество золота,
- монеты из драгоценного металла подвержены износу при обращении (в том числе к этому приводит обрезывание монет), реальная стоимость уменьшенного содержания металла вступала в противоречие с номинальной стоимостью монеты,
- порча монет приводила к деформациям денежного обращения.

Появление бумажных денег решало именно эти задачи. Золото хранилось в одном месте и строго охранялось. Бумажные деньги являлись, по существу, сертификатом, который предоставлял его владельцу право требования. Рассчитываясь друг с другом бумажными деньгами, люди передавали право собственности на определённое количество золота без передачи самого золота. Это было гораздо удобнее и безопаснее, так как:
- сертификаты на золото могут иметь совершенно разный номинал, что позволяет одинаково успешно использовать их как в мелких, так и в крупных сделках,
- сертификаты не теряют стоимости при естественном износе,
- при определённых условиях сертификаты могут заменяться или восстанавливаться.

Впоследствии бумажные деньги стали также использоваться правительствами для того, чтобы контролировать финансовую деятельность на своей территории.
Отмена привязки валюты к золоту позволила проводить относительно произвольную денежную эмиссию. При излишке бумажных денег в экономике начинается рост цен (инфляция). К примеру, тройская унция золота за период с 1967 года по 2011 год поднялась в цене с 35 до 1900 долларов (то есть за 44 года подорожала более чем в 50 раз).

## Хронология

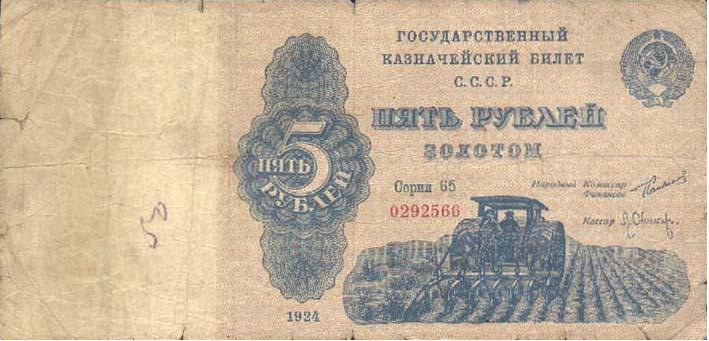
Пять рублей золотом (1924)

- С 1821 по 1914 — фунт стерлингов свободно и без ограничений конвертируется в золото. В это время фунт фактически является главной резервной валютой.
- Банковская паника 1907 года.
- 1914 — с началом Первой мировой войны на ведущие позиции выходит доллар США. Появляется долларовая зона в странах Северной и Латинской Америки.
- 1922 — Генуэзская конференция. Было предусмотрено создание золотого эталона и системы резервной валюты на основании довоенной модели.
- 1925 — принятие Великобританией золотого стандарта на основе довоенного паритета фунта стерлингов и золота. Резервы не ограничивались золотом, они также включали конвертируемую в золото валюту (например, доллар США).
- 1929 — биржевой крах в США. Кризис дал толчок к развитию «Великой депрессии» и коренным изменениям в экономической политике государства на финансовых рынках.
- 1931 — Англия столкнулась с большими бюджетными затруднениями, связанными с сокращением доходов в результате кризиса и увеличением расходов, с ним же связанных. Европейские страны (в частности, Голландия, Швейцария) в результате ухудшившегося финансового положения изымали свои капиталы из Англии. Франция, недовольная позицией Англии в отношении стремления Германии и Австрии к таможенному союзу, и желая оказать политическое давление на Англию, стала ликвидировать свои лондонские авуары. Таким образом, из Англии начался огромный «отлив» золота[4] Паника на финансовом рынке Лондона привела к смене лидеров резервных валют. На первое место вышел доллар, а фунт отошёл на вторые роли.
- Сентябрь 1931 — отмена Великобританией золотого стандарта и введение свободно плавающего курса фунта стерлингов. С целью управления курсом был создан специальный «Счёт стабилизации обмена».
- 1933 — отмена золотого стандарта в США и введение свободно плавающего курса доллара, принудительный обмен золота на бумажные деньги.
- 1933 — формирование «золотого блока». В него вошли Франция, Италия, Швейцария, Голландия, Бельгия и Люксембург. Цель создания — для обеспечения взаимной торговли сохранить обратимость в золото своих национальных валют на уровне паритетов, фиксированных в 1920-х годах.
- 30 января 1934 — ратификация Президентом США Рузвельтом «Золотого резервного акта», которым фиксировался паритет американской валюты к золоту на уровне 35 долларов за тройскую унцию.
- Март 1935 — выход из «золотого блока» Бельгии и девальвация бельгийского франка.
- Сентябрь 1936 — полный распад «золотого блока».
- 25 сентября 1936 — подписание Великобританией, Францией и США трёхстороннего соглашения, согласно которому эти страны взяли на себя взаимную ответственность за нормальное функционирование обменного рынка своих валют. Валютные интервенции центральных банков получили официальный характер.
- Июль 1944 — Бреттон-Вудское соглашение утвердило «золото-долларовый стандарт». Валюты 44 стран были жёстко привязаны к доллару США, а доллар — к золоту (35 долларов за тройскую унцию).
- Декабрь 1945 — вступление в силу Бреттон-Вудских соглашений.
- 1947 — Италия ввела свободный обменный курс к доллару США. Появился заниженный кросс-курс фунта к доллару через итальянскую лиру (на уровне 2,60, по сравнению с официальным курсом 4 доллара за фунт).
- 15 июля 1947 — официальное заявление Великобритании о конвертируемости фунта стерлингов, которое впервые после войны восстановило перевод фунта в доллары и в золото.
- Август 1947 — начало работы МВФ.
- 20 августа 1947 — временная приостановка конвертируемости фунта стерлингов.
- Июнь 1948 — проведение денежной реформы в ФРГ.
- 1 июля 1948 — принятие плана Маршалла о восстановлении разрушенной войной экономики стран Европы.
- 1948 — введение Францией свободного обменного курса к доллару США.
- Апрель 1949 — проведение денежной реформы в Японии.
- 18 сентября 1949 — 30%-я девальвация фунта по отношению к доллару. Новый курс — 2,80 доллара за фунт.
- 1950 — основан Европейский платёжный союз, ставший одним из инструментов внешнеторговой политики Организации европейского сотрудничества и развития. Цель создания ЕПС — подготовка европейских валют к конвертируемости.
- Март 1954 — введение Великобританией либерализационных мер по отношению к обмену фунта стерлингов на другие валюты. В результате произошло сближение рыночного и официального курсов фунта.
- Февраль 1955 — фунт стерлингов фактически стал конвертируемым.
- 1958 — девальвация французского франка на 17,55 %.
- 27 декабря 1958 — официально вступила в силу конвертируемость для всех валют стран-членов Европейского платёжного союза. Подписано Европейское валютное соглашение (ЕВС). Конвертируемость опиралась на «доллар-золото».
- 20 октября 1960 — цена на золото в Лондоне достигла уровня в 40 долларов за унцию, что угрожало стабильности доллара.
- 1960 — создание «золотого пула». Цель — сдерживание роста цены на золото. С конца 1960 г. по конец 1967 г. цена на золото никогда не превышала 35,35 доллара за унцию.
- Март 1961 — ревальвация немецкой марки и голландского гульдена по отношению к доллару США. Причина — большой положительный платёжный баланс этих стран.
- 18 ноября 1967 — девальвация фунта стерлингов на 14,3 %. Основные причины — военные долги, обязательства второй резервной валюты, перестройка британской экономики. После июньской шестидневной войны на Ближнем Востоке начались массовые продажи фунтов арабскими странами. Образовался торговый дефицит Великобритании. Официальный паритет фунта снизился с 2,80 до 2,40 доллара США.
- 15-17 марта 1968 — распад «золотого пула». Причина — резкий рост цен на золото.
- Май 1968 — социальные волнения в Париже. Национальный банк Франции истратил большую часть своих валютных резервов. В итоге это привело к последующей девальвации французского франка.
- 1969 — в рамках МВФ созданы специальные права заимствования (СДР). Первоначально СДР предполагалось использовать как альтернативу золоту в качестве наполнения официальных резервов.
- 8 августа 1969 — девальвация французского франка на 11,1 % по отношению к доллару США.
- 28 сентября 1969 — Германия приняла решение о введении плавающего курса своей валюты, что в дальнейшем привело к укреплению немецкой марки.
- 27 октября 1969 — ревальвация немецкой марки по отношению к доллару США на 9,3 %.
- 1970 — весь год происходило снижение учётных ставок в США.
- 3-5 мая 1971 — массовые продажи долларов США.
- 9 мая 1971 — Швейцария и Австрия ревальвировали свои валюты соответственно на 7,1 и 5,1 процента.
- 15 августа 1971 — президент США Ричард Никсон объявляет о временной приостановке конвертируемости доллара в золото. Причина отмены «золотого стандарта» — несоответствие реальной покупательной способности доллара относительно декларируемого золотого паритета, длительные периоды дефицита платёжного и торгового балансов США. Тем не менее доллар остался основной резервной валютой, несмотря на явный кризис Бреттон-Вудской валютной системы.
- 18 декабря 1971 — «группа десяти» стран заключила «Смитсоновское соглашение» в Вашингтоне, по которому было принято решение о ревальвации основных валют по отношению к доллару и допускались максимальные колебания на 2,25 % в ту или другую сторону (валютные коридоры). Официальная цена золота составила 37-38 долларов за унцию, однако конвертируемость доллара в золото не была восстановлена. Фактически произошла девальвация доллара на 7,66 %.
- 7 марта 1972 — шесть первых членов ЕЭС договорились, что колебания валют данных стран не могли превышать 1,125 % с одной и с другой сторон официального паритета, составив в общей сложности 2,25 % против 4,5 %, оговорённых «Смитсоновским соглашением». Для поддержания зафиксированных паритетов была разработана система валютных интервенций. Ведущую роль в Европе начинает играть немецкая марка.
- Июнь 1972 — Великобритания приняла решение о введении свободного плавающего курса фунта стерлингов.
- Январь 1973 — итальянское правительство было вынуждено разделить валютный рынок на два сектора — коммерческий и финансовый.
- 12 февраля 1973 — девальвация доллара по отношению к золоту с 38 до 42,2 доллара за тройскую унцию. Это решение вызвало серию смен фиксированных курсов и ревальвацию валют по отношению к доллару (Швейцария и Япония ревальвировали свои валюты на 12 и 7,5 процента соответственно).
- Март 1973 — Япония и европейские страны с твёрдой валютой приостановили свои обязательства по фиксированным курсам обмена валют.
- Июль 1973 — управляющие центральных банков «Группы десяти» договорились заменить «управляемые колебания» на режим плавающих обменных курсов валют.
- 1973 — первое скачкообразное (в четыре раза) повышение цен на нефть. Вызвало сильную инфляцию во всех индустриальных странах и резкий спад в экономике 1974-75 годов. В этот же год значительно выросла цена на золото.
- 1975 — первый саммит глав ведущих государств Запада в неофициальном кругу (потом это стало «Большой семёркой»). Достигнуто соглашение об отмене официальной цены на золото.
- Январь 1976 — Ямайская конференция МВФ отметила невозможность возврата к фиксированным обменным курсам валют. Впервые на официальном международном уровне каждой стране была предоставлена возможность принятия на выбор фиксированного или плавающего обменного курса.
- 1976 — сильная «поляризация» европейских валют. Традиционно «слабые» валюты (фунт стерлингов, итальянская лира, французский франк) подвержены сильной девальвации, а «сильные» валюты (немецкая марка, швейцарский франк и голландский гульден) продолжают усиливаться.
- 10 января 1977 — фунт официально прекратил выполнять функции резервной валюты.
- Апрель 1978 — центральным банкам ведущих индустриальных стран было разрешено покупать и продавать золото без ограничения на свободном рынке.
- 1 ноября 1978 — США, ФРГ, Япония и Швейцария договорились о совместных действиях по стабилизации обменных курсов. Цель — удержать курс доллара от падения.
- 1979 — создана Европейская валютная система. Введена в обращение единая расчётная валюта — ЭКЮ (ECU — European Currency Unit), которая в 1999 трансформировалась в евро.
- 1984 — Рейганомика, рост курса доллара США, обусловленный высокими процентными ставками на фоне умеренной инфляции.
- 4 квартал 1984 — понижение процентных ставок в США, ставившее целью ослабить доллар. Однако, после незначительного снижения, курс доллара вырос до очередного максимума. Американская промышленность начала переходить на импортное сырьё и переводить производство за границу. В итоге сильный доллар стал главной проблемой США.
- Сентябрь 1985 — Большая семёрка договаривается о понижении курса доллара посредством совместных действий центральных банков «семёрки» на валютном рынке.
- Февраль 1987 — Луврское соглашение между странами «Группы Пяти» (США, Германия, Великобритания, Франция и Япония) и Канадой о координации валютных интервенций для стабилизации доллара США. Распалось после биржевого краха 19 октября в США.
- 1990 — объединение Германии дало толчок усилению инфляции в объединённой стране и последующему росту процентных ставок. В результате нарушился баланс сил между немецкой маркой и остальными валютами, входящими в европейскую валютную систему (ЕВС).
- 1992 — выход Италии из ЕВС, сопровождающийся девальвацией итальянской лиры
- Сентябрь 1992 — после «Чёрной среды» происходит девальвация фунта стерлингов и выход Великобритании из ЕВС.
- 20 апреля 1995 — Япония понизила учётную ставку до исторически низкого уровня в 1 %. При текущем на тот момент уровне инфляции (около 2 %) Банк Японии фактически субсидировал коммерческие банки.
- 25 апреля 1995 — министры финансов «большой семёрки» договорились о совместных интервенциях в помощь доллару с целью удержать его стремительное падение.
- 2007 — с началом финансового кризиса 2007—2008 годов обсуждалась возможность вернуться к золотому стандарту, но эта идея не нашла поддержки[5]

## Разновидности золотого стандарта

### Золотомонетный
Золотомонетный стандарт, который условно называют классическим золотым стандартом, существовал в странах, денежная система которых была основана на золотых монетах, то есть монетах, отчеканенных из золота. При этом выпускались также бумажные деньги. Любой владелец денежной банкноты мог обменять в банке бумажные деньги на золотые монеты или золотые слитки по установленному гарантированному паритету, который был зафиксирован на самих банкнотах.
Золотомонетный стандарт существовал до тех пор, пока государство гарантировало свободный обмен бумажных денег на золото любому владельцу бумажных денег. Однако эта денежная система просуществовала до Первой мировой войны. С началом Первой мировой войны все воюющие страны приостановили свободную конвертацию банкнот в золото. Исключение составили Соединённые штаты Америки, где золотомонетный стандарт просуществовал до 1933 года, где он также был отменён, но не по причине войны, а в связи с экономическим кризисом.

### Золотослитковый
Попытки Великобритании и Франции вернуться после Первой мировой войны к довоенному золотомонетному стандарту оказались невозможными. Основная причина — несоответствие золотых запасов наличию бумажных денег, находящихся в обращении. В связи с этим было установлено, что бумажные деньги можно обменивать на золото, но только в слитках, минимальный вес которых составлял 12,5 кг, что соответствовало сумме в 1700 ф. ст. (стоимость роскошного Роллс-Ройса). Таким образом, миллионы мелких потенциальных предъявителей прав на золото из запасов были отсечены. Впрочем, держателю небольшого количества банкнот не было необходимости обменивать их на золото, так как бумажные деньги были обеспечены достаточным количеством товаров. Тем не менее, бумажные деньги были всё-таки обеспечены золотом.

### Золотовалютный
Золотовалютный стандарт, называемый иногда золотодевизным, явился продолжением системы золотого стандарта в новых международных экономических условиях, которые возникли после Второй мировой войны.
Золотовалютный стандарт, лежащий в основе Бреттон-Вудской валютной системы, был заложен на конференции в Бреттон-Вудсе.
В соответствии с международными соглашениями, Соединённые штаты Америки брали на себя обязательство обеспечивать золотое содержание доллара по курсу 35 долларов за тройскую унцию. Запасы золота, накопленные Соединёнными штатами Америки, которые составляли около 25 тысяч тонн и хранились в подземных хранилищах Форт Нокса, казались неисчерпаемыми. Однако право обмена долларов США на золото было урезано ещё больше по сравнению с золотослитковым стандартом. Право конверсии долларов на золото получали только государства в лице центральных банков.
Это было время, когда в Америке (да и не только) говорили:
Dollar is as good as gold (доллар так же хорош, как и золото)
Эпоха золотовалютного (золотодевизного) стандарта закончилась в 1971 году, когда США отказались от свободного обмена долларов на золото. Основная причина краха Бреттон-Вудской системы — большое количество долларов, выпущенных США, которые не были обеспечены золотом.

## Золотой стандарт в России

### Реформа Витте
Последний широко использовавшийся золотой стандарт был введен в России Высочайшим указом от 3 января 1897 года. Реформа проводилась под руководством министра финансов Сергея Юльевича Витте. Рубль был девальвирован в полтора раза, и его золотое содержание составило 0,774235 г чистого золота. С началом Первой мировой войны свободный размен бумажных денег на золото был прекращен.

### Золотой червонец 1923 года
В целях оздоровления денежного обращения в 1923 году в СССР была выпущена золотая монета номиналом в «один червонец», содержавшая 7,74235 грамма золота, то есть ровно столько, сколько содержали 10 рублей образца 1897 года. Однако тираж советского червонца был мал, а размен на него бумажных денег сильно ограничен. Параллельно советскому червонцу чеканились и царские золотые десятки, использовавшиеся для внешнеторговых операций. Однако золотой стандарт продержался в Советском Союзе недолго. С началом индустриализации курс рубля начал падать, а с 1937 года был введён в обращение новый червонец, который не был конвертируемым в золото даже теоретически.